# Seminara
Seminara község (comune) Calabria régiójában, Reggio Calabria megyében.

## Fekvése
A megye nyugati részén fekszik, a Tirrén-tenger partján. Határai: Palmi, Bagnara Calabra, Gioia Tauro, Melicuccà, Oppido Mamertina, Rizziconi és San Procopio.

## Története
A település eredete a kora középkorra vezethető vissza, valószínűleg a szaracénok által elpusztított Taureana lakosai alapították. Korabeli épületeinek nagy része az 1783-as calabriai földrengésben elpusztult. A 19. században nyerte el önállóságát, amikor a Nápolyi Királyságban felszámolták a feudalizmust.

## Népessége
A népesség számának alakulása:

## Főbb látnivalói
- Sant’Antonio-templom
- San Michele-templom
- San Marco-templom
- Madonna dei Poveri-bazilika